# Сен-Жюльен (аппелласьон)
Сен-Жюлье́н (фр. Saint-julien) — это апелласьон (AOC) для красного вина в регионе Бордо, расположенный в субрегионе Медок. Он берёт свое название от коммуны Сен-Жюльен-Бейшевель и является одним из шести коммунальных (общинных) наименований в O-Медоке (Haut-Médoc AOC). Существует точка зрения, что вина апелласьона сильно недооценены по сравнению с другими Бордосскими винами так как в апелласьоне нет ни одного Premier Cru, хотя есть вторые, третьи и четвёртые.
Апеласьон зарегистрирован 14 ноября 1936 года.
В состав входят виноградники на территории коммуны Сен-Жюльен-Бейшевель и на некоторых участках коммун Cussac-Fort-Médoc и Saint-Laurent-Médoc.
Общая площадь виноградников около 900 Га.

AOC Сен-Жюльен выделен светло-зеленым.

## Требования INAO[2]

#### Плотность посадки
Минимальная плотность посадки — 7000 лоз на гектар.
Минимальное расстояние между рядами 1,5 м, расстояние между лозами одного ряда не менее 0,8 м. 
Максимальная урожайность — 9500 кг на гектар.

#### Сорта винограда
- Cabernet Sauvignon
- Cabernet Franc
- Merlot
- Carmenère
- Petit Verdot
- Malbec

#### Сбор урожая
Минимальный уровень содержания сахара на литр сусла для мерло — 189 грамм, на литр сусла для другого винограда — 180 грамм.

## Винодельни
Всего в регионе 19 виноделен, 11 из которых были включены в классификацию 1855 года 
DEUXIÈMES CRUS (вторые шато) (5 из 14)
- Château Léoville-Las Cases
- Château Léoville-Poyferré
- Château Léoville-Barton
- Château Gruaud-Larose
- Château Ducru-Beaucaillou

TROISIÈMES CRUS (третьи шато) (2 из 15)
- Château Lagrange
- Château Langoa-Barton

QUATRIÈMES CRUS (четвёртые шато) (4 из 10)
- Château Saint-Pierre
- Château Talbot
- Château Branaire-Ducru
- Château Beychevelle